# Wailly (Somme)
Pour les articles homonymes, voir Wailly (homonymie).
Wailly  est une ancienne commune française située dans le département de la Somme et la région Hauts-de-France. Elle est associée à la commune de Conty depuis 1973.

## Géographie
Le village est situé sur la rive gauche de la Selle, il est traversé par la route D38.

## Histoire
L'histoire de Wailly est liée à celle de la maison de Croÿ qui possède le château de Wailly depuis 1668. En 1773, le roi Louis XV érige la terre de Croÿ (Crouy-Saint-Pierre) en Picardie en duché en y joignant celle de Wailly et d'autres sous le nom de duché de Croÿ Wailly; la famille de Croÿ bénéficiait déjà du titre de duc octroyé en 1598 par Henri IV sur la terre de Crouy-Saint-Pierre mais le roi n'avait pas reconnu la transmission ancienne du titre ducal, ce qui explique cette nouvelle érection.
Le 1er juillet 1973, la commune de Wailly est rattachée à celle de Conty sous le régime de la fusion-association.

## Politique et administration
| Période                                  | Période | Identité | Étiquette | Qualité |
| ---------------------------------------- | ------- | -------- | --------- | ------- |
|                                          |         |          |           |         |
| Les données manquantes sont à compléter. |         |          |           |         |

## Démographie
| 1793 | 1806 | 1821 | 1831 | 1836 | 1841 | 1846 | 1851 | 1856 |
| ---- | ---- | ---- | ---- | ---- | ---- | ---- | ---- | ---- |
| 315  | 312  | 333  | 306  | 338  | 306  | 308  | 329  | 323  |

| 1861 | 1866 | 1872 | 1876 | 1881 | 1886 | 1891 | 1896 | 1901 |
| ---- | ---- | ---- | ---- | ---- | ---- | ---- | ---- | ---- |
| 302  | 288  | 243  | 213  | 204  | 185  | 156  | 152  | 139  |

| 1911 | 1921 | 1926 | 1931 | 1936 | 1946 | 1954 | 1962 | 1968 |
| ---- | ---- | ---- | ---- | ---- | ---- | ---- | ---- | ---- |
| 161  | 144  | 173  | 192  | 169  | 165  | 149  | 175  | 158  |

## Lieux et monuments
- Château du 18e siècle, partiellement classé et inscrit MH depuis 1974[4]
- Église Saint-Vaast du 18e siècle, classée MH depuis 2004[5]